# Rezerwat przyrody Uroczysko Stephana
Rezerwat przyrody Uroczysko Stephana – leśny rezerwat przyrody znajdujący się na terenie gminy Piaseczno w województwie mazowieckim. Został utworzony w 1989 roku na powierzchni 59,15 ha. Rezerwat leży w obrębie Chojnowskiego Parku Krajobrazowego.
Celem ochrony jest zachowanie dobrze wykształconych drzewostanów pochodzenia naturalnego i swoistych cech krajobrazu.
W rezerwacie występuje starodrzew z przewagą sosny, udziałem dębu szypułkowego i domieszką modrzewia. Dolne piętro drzewostanu jest utworzone przez ok. 30-letni dąb szypułkowy, a także grab, lipę, wiąz, brzozę. W runie występują m.in. lilia złotogłów, przylaszczka pospolita, zawilec gajowy, dzwonek brzoskwiniolistny.
Nazwa rezerwatu pochodzi od nazwiska leśnika pochodzenia węgierskiego, Wiktora Stephana, który opiekował się lasami chojnowskimi i kabackimi na przełomie XIX i XX wieku.